# Laurence Fishburne
Laurence John Fishburne III (født 30. juli 1961) er en amerikansk film- og tv-skuespiller kendt bl.a. for sin rolle som Morpheus i Matrix-trilogien, Raymond Langston i CSI: Crime Scene Investigation og som Jack Crawford i Hannibal

## Filmografi i udvalg
| Not yet released | Denotes works that have not yet been released |

| År   | Titel                                       | Rolle                                   | Noter                              | Ref(s)      |
| ---- | ------------------------------------------- | --------------------------------------- | ---------------------------------- | ----------- |
| 1975 | Cornbread, Earl and Me                      | Wilford Robinson                        | Credited as Laurence Fishburne III | [ 2 ]       |
| 1979 | Fast Break                                  | Street Kid                              | Credited as Laurence Fishburne III | [ 3 ]       |
| 1979 | Apocalypse Now                              | Tyrone 'Mr. Clean' Miller               | Credited as Larry Fishburne        | [ 4 ] [ 5 ] |
| 1980 | Willie & Phil                               | Wilson                                  | Credited as Lawrence Fishburne III |             |
| 1982 | Death Wish II                               | 'Cutter'                                | Credited as Laurence Fishburne III | [ 6 ]       |
| 1983 | Rumble Fish                                 | 'Midget'                                | Credited as Larry Fishburne        |             |
| 1984 | The Cotton Club                             | 'Bumpy' Rhodes                          | Credited as Larry Fishburne        |             |
| 1985 | The Color Purple                            | Swain                                   | Credited as Larry Fishburne        | [ 7 ] [ 8 ] |
| 1986 | Quicksilver                                 | 'Voodoo'                                | Credited as Larry Fishburne        |             |
| 1986 | Band of the Hand                            | 'Cream'                                 | Credited as Larry Fishburne        |             |
| 1987 | A Nightmare on Elm Street 3: Dream Warriors | Max                                     | Credited as Larry Fishburne        |             |
| 1987 | Gardens of Stone                            | Sergeant Flanagan                       | Credited as Larry Fishburne        |             |
| 1987 | Cherry 2000                                 | Glu Glu Lawyer                          | Credited as Larry Fishburne        |             |
| 1988 | School Daze                                 | Vaughn 'Dap' Dunlap                     | Credited as Larry Fishburne        |             |
| 1988 | Red Heat                                    | Lieutenant Charlie Stobbs               | Credited as Larry Fishburne        |             |
| 1990 | King of New York                            | Jimmy 'Jump'                            | Credited as Larry Fishburne        |             |
| 1990 | Cadence                                     | Stokes                                  | Credited as Larry Fishburne        |             |
| 1991 | Class Action                                | Nick Holbrook                           | Credited as Larry Fishburne        |             |
| 1991 | Boyz n the Hood                             | Jason 'Furious' Styles                  | Credited as Larry Fishburne        |             |
| 1992 | Deep Cover                                  | Officer Russell Stevens Jr. / John Hull | Credited as Larry Fishburne        |             |
| 1993 | What's Love Got to Do with It               | Ike Turner, Sr.                         |                                    |             |
| 1993 | Searching for Bobby Fischer                 | Vinnie                                  |                                    |             |
| 1995 | Higher Learning                             | Professor Maurice Phipps                |                                    |             |
| 1995 | Bad Company                                 | Nelson Crowe                            |                                    |             |
| 1995 | Just Cause                                  | Sheriff Tanny Brown                     |                                    |             |
| 1995 | Othello                                     | Othello                                 |                                    |             |
| 1996 | Fled                                        | John Piper                              |                                    |             |
| 1997 | Event Horizon                               | Captain Miller                          |                                    |             |
| 1997 | Hoodlum                                     | Bumpy Johnson                           | Also executive producer            |             |
| 1998 | Welcome to Hollywood                        | Himself                                 |                                    |             |
| 1999 | The Matrix                                  | Morpheus                                |                                    |             |
| 2000 | Michael Jordan to the Max                   | Narrator                                | Voice Documentary                  | [ 9 ]       |
| 2000 | Once in the Life                            | 20/20 Mike                              | Also director, writer and producer |             |
| 2001 | Osmosis Jones                               | Thrax                                   | Voice                              | [ 10 ]      |
| 2003 | Biker Boyz                                  | Eric 'Smoke'                            |                                    |             |
| 2003 | The Matrix Reloaded                         | Morpheus                                |                                    |             |
| 2003 | Mystic River                                | Sergeant 'Whitey' Powers                |                                    |             |
| 2003 | The Matrix Revolutions                      | Morpheus                                |                                    |             |
| 2005 | Assault on Precinct 13                      | Marion Bishop                           |                                    |             |
| 2005 | Ashes and Snow                              | Narrator                                | Voice                              |             |
| 2005 | Kiss Kiss Bang Bang                         | Bear in Genaros Beer Commercial         | Voice cameo                        |             |
| 2006 | Akeelah and the Bee                         | Dr. Larabee                             | Also producer                      | [ 11 ]      |
| 2006 | Mission: Impossible III                     | IMF Director Theodore Brassel           |                                    |             |
| 2006 | Five Fingers                                | Ahmat                                   | Also producer                      |             |
| 2006 | Bobby                                       | Edward                                  |                                    |             |
| 2007 | TMNT                                        | Narrator                                | Voice                              | [ 10 ]      |
| 2007 | The Death and Life of Bobby Z               | Tad Gruzsa                              |                                    |             |
| 2007 | Fantastic Four: Rise of the Silver Surfer   | Norrin Radd / Silver Surfer             | Voice                              | [ 10 ]      |
| 2008 | 21                                          | Cole Williams                           |                                    |             |
| 2008 | Tortured                                    | Archie Green                            |                                    |             |
| 2008 | Days of Wrath                               | Mr. Stafford                            |                                    |             |
| 2009 | Armored                                     | Baines                                  |                                    |             |
| 2009 | Black Water Transit                         | Jack                                    |                                    |             |
| 2010 | Predators                                   | Ronald Noland                           |                                    |             |
| 2010 | Predators: Moments of Extraction            | Ronald Noland                           | Voice Short film                   |             |
| 2011 | Contagion                                   | Dr. Ellis Cheever                       |                                    |             |
| 2013 | The Colony                                  | Briggs                                  |                                    |             |
| 2013 | Man of Steel                                | Perry White                             |                                    | [ 12 ]      |
| 2013 | Khumba                                      | Seko The Zebra                          | Voice                              | [ 10 ]      |
| 2014 | Ride Along                                  | Omar                                    |                                    |             |
| 2014 | The Signal                                  | Damon                                   |                                    |             |
| 2014 | Rudderless                                  | Del                                     |                                    |             |
| 2016 | Standoff                                    | Sade                                    | Also executive producer            |             |
| 2016 | Batman v Superman: Dawn of Justice          | Perry White                             |                                    | [ 13 ]      |
| 2016 | Passengers                                  | Gus Mancuso                             |                                    |             |
| 2017 | John Wick: Chapter 2                        | 'The Bowery King'                       |                                    |             |
| 2017 | Last Flag Flying                            | Reverend Richard Mueller                |                                    |             |
| 2018 | Ant-Man and the Wasp                        | Dr. Bill Foster                         |                                    |             |
| 2018 | Imprisoned                                  | Daniel Calvin                           |                                    |             |
| 2018 | The Mule                                    | Warren Lewis                            |                                    |             |
| 2019 | John Wick: Chapter 3 – Parabellum           | 'The Bowery King'                       |                                    |             |
| 2019 | Where'd You Go, Bernadette                  | Paul Jellinek                           |                                    |             |
| 2019 | Running with the Devil                      | The Man                                 |                                    |             |
| 2021 | Under the Stadium Lights                    | Harold Christian                        |                                    |             |
| 2021 | The Ice Road                                | Jim Goldenrod                           |                                    |             |
| 2022 | All the Old Knives                          | Vick Wallinger                          |                                    |             |
| 2022 | The School for Good and Evil                | The School Master                       |                                    | [ 14 ]      |
| 2023 | John Wick: Chapter 4                        | 'The Bowery King'                       |                                    |             |
| 2024 | Megalopolis                                 | Fundi Romaine                           |                                    |             |
| 2024 | Transformers One                            | Alpha Trion                             | Voice                              | [ 15 ]      |
| 2024 | Slingshot                                   | Captain Franks                          | Post-production                    | [ 16 ]      |
| 2025 | The Amateur                                 | TBA                                     | Post-production                    | [ 17 ]      |
| 2025 | Thunderbolts*                               | Dr. Bill Foster                         | Post-production                    |             |
| TBA  | Sneaks''                                    | TBA                                     | Voice; in production Also producer | [ 18 ]      |
| TBA  | The Astronaut                               | General William Harris                  | Post-production                    |             |